# Лю Їн (Хуей-ді)
Лю Їн (кит.: 劉盈; піньїнь: Liú Yíng; 210—188 до н. е.) — другий імператор Китаю з династії Хань, син Лю Бана. Правив під контролем своєї матері, верховної імператриці Люй. Посмертне ім'я — Імператор Хуей.
За наказом імператриці Люй його брат, Лю Жуї, був страчений, незважаючи на заступництво самого імператора. Таким самим чином пізніше, після смерті Лю Їна, за наказом імператриці був страчений старший син останнього, Лю Ґун, який займав престол лише чотири роки.

## Особисте життя
У Хуея був коханець-євнух на ім'я Хон Ру, який користувався настільки великою прихильністю, що багато чиновників намагалися наслідувати його стиль одягу, сподіваючись привернути увагу імператора.